# Bon Adrien Jeannot de Moncey
Bon Adrien Jeannot de Moncey, książę Conegliano (ur. 31 lipca 1754 w Moncey pod Besançon; zm. 20 kwietnia 1842) – francuski generał, marszałek Francji.
Moncey, syn adwokata parlamentarnego, w 1769 wstąpił do armii. W 1789 został kapitanem. W 1793 kierował jednym z oddziałów w Pirenejach Wschodnich, rok później został generałem brygady. 17 października 1794 już jako generał dywizji odniósł zwycięstwo pod Villanova i w 1795 zmusił Hiszpanię do rozejmu pod San Sebastián, a następnie do zawarcia pokoju w Bazylei.
Brał udział w bitwach okresu wojen napoleońskich i został marszałkiem Francji.

## Odznaczenia[1]
- Wielka Wstęga Legii Honorowej
- Wielka Wstęga Orderu Karola III (Hiszpania)
- Kawaler Orderu Korony Żelaznej (Królestwo Włoch

## Literatura

### Literatura francuskojęzyczna
- Joachim Ambert: Notice historique sur le Maréchal Moncey. – Paris : Imprimerie de Lange-Léry, 1842.
- Louis-Joseph-Gabriel de Chenier: Éloge historique du maréchal Moncey. – Paris : Dumaine, 1848.
- Amable Regnault: Notice biographique sur le maréchal Moncey, duc de Conegliano. – Paris : Imprimerie Mareschal, 1868.
- Duc de Conegliano (Enkel): Le Maréchal Moncey, Duc de Conegliano (1754–1842) : Lettres et documents. – Paris, Calmann-Lévy, 1901.
- Michel Molières: Le Maréchal Moncey, duc de Conegliano : l’intraitable officier de Napoléon. – Paris : Le Livre chez vous, 2004. – ISBN 2-914288-18-2.

### Literatura niemieckojęzyczna
- Désiré Lacroix: Die Marschälle Napoleons I.. Übertragen von Oskar Marschall von Bieberstein. – Leipzig : Verlag von Heinrich Schmidt & Carl Günther, 1898.
- Carl Bleibtreu: Marschälle, Generale, Soldaten Napoleons I.. 2. Auflage. – Berlin : Verlag Alfred Schall, vor 1911 (Neuausgabe: VRZ Verlag GmbH, ISBN 3-931482-63-4).